# Empirie

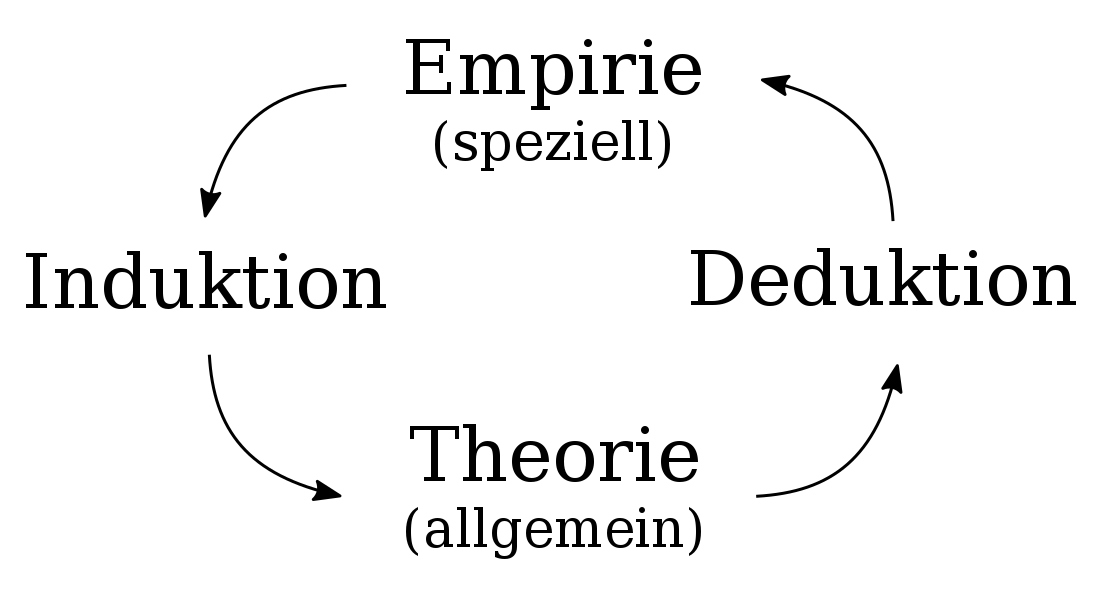
Empirie als ein Pol der wissenschaftlichen Erkenntnis

Die Empirie [ɛmpiˈʀiː] (vom altgriechischen ἐμπειρία empiría [embiría], deutsch ‚sinnlich verinnerlichte Erfahrung, ästhetisch erschlossenes Erfahrungswissen‘) ist Erfahrungswissen.
Im Gegensatz oder Unterschied zur Theorie kann auch Erfahrung als Grundlage des Wissens dienen. Der Bereich wissenschaftlicher Forschung, der mit Beobachtung, Messung oder Experiment – also mit der Gewinnung von Daten – befasst ist, bildet die wissenschaftliche Verwertbarkeit des Erfahrungswissens als empirische Methode. Sie beruht auf der systematischen und zielorientierten Gewinnung von Daten. Durch das systematische Vorgehen wird sichergestellt, dass diese Daten ‚objektiv‘ sind; unter den gleichen Bedingungen können sie immer wieder gleich gewonnen werden. Der planmäßigen, instrumentell unterstützten Beobachtung, dem Experiment, kommt dabei eine besondere Bedeutung zu.
Empirisch sind Erkenntnisse dann, wenn sie auf Sinneserfahrungen beruhen oder ihre Quellen in der Erfahrung haben.
In der Wissenschaft wird das auf dem Wege der Empirie gewonnene und beruhende Erfahrungswissen als empirische Wissenschaft (Erfahrungswissenschaft) bezeichnet. Sie gewinnt also ihre Sätze nicht durch Deduktion aus Hypothesen, sondern durch auf Beobachtungen gegründete Erfahrung. Theorien bedürfen generell einer Überprüfung durch Erfahrungen. Dazu werden aus der Theorie Vorhersagen abgeleitet (Deduktion). Ob sich auf die Erfahrung gründende Erkenntnis durch eine Logik der Induktion verifizieren lässt oder ob sie bloß falsifizierbar ist, wird in der Wissenschaftstheorie untersucht.
Auch die empirische Wissenschaft nutzt die systematische, methodenorientierte Erhebung und Interpretation von Daten über Gegebenheiten, Phänomene und Vorgänge in den jeweiligen Forschungsgebieten.

## Empirische Forschung und alltägliche Erfahrung
Empirische Forschung findet simuliert im Labor oder direkt im Feld statt. Die direkte Feldforschung unterscheidet sich von der lebensweltlichen Alltagserfahrung durch die Systematik des Vorgehens – man spricht auch von der Erhebung von Daten. Dazu kommen die Forderungen nach Objektivität und Wiederholbarkeit der Beobachtungen, die an Alltagserfahrungen in dieser Form nicht gestellt wird.
In den Erfahrungswissenschaften dienen empirische Beobachtungen dazu, theoretische Annahmen über die Welt zu überprüfen. Ob darüber hinaus Theorien anhand empirischer Daten entwickelt werden können, ist teilweise strittig. Das genaue Verhältnis von Empirie und Theorie wird in der Wissenschafts- und allgemeiner in der Erkenntnistheorie behandelt und ist hier Gegenstand zahlreicher philosophischer Kontroversen. Es gibt in der Wissenschaft keine einheitliche Meinung, ob sich theoretische Aussagen empirisch sicher bestätigen oder nur prinzipiell widerlegen lassen.

## Geschichte
Im Spätmittelalter und in der Frühneuzeit erhoben Naturforscher den Anspruch, dass sie aufgrund ihres empirischen Forschens zu neuen Einsichten gelangt seien. Der Empirismus ist eine im 17. Jahrhundert entstandene, ursprünglich auf Francis Bacon und David Hume zurückgehende philosophische Strömung, die die generelle Abhängigkeit allen Wissens von der Erfahrung betont.
Der Anspruch war oft mit Polemik gegen andere Forscher verbunden, denen unterstellt wurde, dass sie sich auf überlieferte und kirchlich sanktionierte Autoritäten wie Aristoteles verließen, also auf die Tradition. Diese Vorstellung wurde von Wissenschaftshistorikern übernommen, indem diese die Fortschritte auf die empirische Ausrichtung innovativer Forscher zurückführten und die Gegnerschaft zu ihren Ansichten auf ein Verhaftetsein in der Tradition. Diese vereinfachende Vorstellung wird beispielsweise von Franz Graf-Stuhlhofer kritisiert, unter Hinweis darauf, dass naturwissenschaftliche Fortschritte oft mit einem komplexeren Zusammenspiel von Empirie und Tradition verbunden waren.
Radikale Spielarten des Empirismus (etwa die von John Locke vertretene Position) begreifen den menschlichen Verstand als tabula rasa, in dem Wissen erst durch Sinneserfahrungen entstehen könne („Nichts ist im Intellekt, was nicht vorher in den Sinnen gewesen ist.“). Philosophische Gegenargumente zu dieser Position wurden von den Vertretern des Rationalismus, etwa von René Descartes formuliert, der auf die grundlegende Fehlbarkeit der Sinne hingewiesen hat. Letzten Endes sind sich klassische Positionen des Rationalismus und des Empirismus in ihrer Ablehnung der Tradition als Quelle eines unfehlbaren und abgeschlossenen Kanons des Wissbaren jedoch einig.
Immanuel Kant hat sich in der Kritik der reinen Vernunft um eine Überwindung des Gegensatzes zwischen Empirismus und Rationalismus bemüht, indem er Raum und Zeit als Anschauungsformen deutete und diese ebenso wie Kategorien (z. B. Kausalität) als vor aller Erfahrung im Verstand gegebene Vorstellungen (a priori) postuliert hat.

## Empirische Wissenschaften
Als empirische Wissenschaften oder Erfahrungswissenschaften gelten Disziplinen, in denen die Objekte und Sachverhalte der Welt, wie Planeten, Tiere, Verhaltensmuster von Menschen durch Experimente, Beobachtung oder Befragung untersucht werden. Diese empirischen Methoden können im Labor stattfinden, oder im Feld (so der Fachterminus). Dies bedeutet eine Untersuchung eines Phänomens bzw. Problems in seinem jeweiligen Kontext. Dies trifft vor allem auf die Naturwissenschaften zu.
Dem stehen die nichtempirischen Wissenschaften gegenüber, in denen manche Erkenntnisse auch ohne einen Rückgriff auf direkte Beobachtung und sinnliche Erfahrung gewonnen werden, etwa Mathematik und Philosophie. Insbesondere Erkenntnistheorie und Logik gelten als nichtempirische Wissensgebiete, weil hier Aussagen formuliert werden, die allein aus logischen (formalen) Gründen richtig oder falsch sind (z. B. Tautologien und Kontradiktionen sind grundsätzlich nicht empirisch überprüfbar). Philosophische Reflexion, die nicht streng logisch-formalen Kalkülen folgt, wird meist nur durch bloßes Nachdenken oder Spekulation vollzogen, empirische Beobachtungen werden hierzu bewusst nicht herangezogen. Die Theologie (insbesondere in ihren dogmatischen Anteilen), die Rechtswissenschaften (da hier Gesetzestexte kasuistisch auf Einzelfälle bezogen werden), die Literaturwissenschaften und Teile der Sprachwissenschaften gelten als nichtempirische Wissenschaften.
Umstritten ist, ob Wissenschaften, in denen Textquellen mit hermeneutischen Methoden ausgewertet und interpretiert werden, wie die Geschichtswissenschaft und Teile der Sozialwissenschaften, als empirische Wissenschaften angesehen werden können. Vertreter einer streng einheitswissenschaftlichen Position – etwa Carl Gustav Hempel – betrachten die Geschichtswissenschaft als empirische Wissenschaft. Demgegenüber haben Vertreter eines Dualismus zwischen Natur- und Geisteswissenschaften – wie zu Beginn des 20. Jahrhunderts Wilhelm Dilthey und später Georg Henrik von Wright – den besonderen Charakter hermeneutisch vorgehender Wissenschaften herausgestellt. Das Verhältnis zwischen Hermeneutik und empirischer Wissenschaft ist in der philosophischen Debatte kontrovers. Insbesondere in den Sozialwissenschaften wurde diese Debatte zwischen Vertretern einheitswissenschaftlicher Positionen, wie sie die Vertreter des Kritischen Rationalismus Karl Popper und Hans Albert einnehmen, und alternativen Positionen (etwa der Kritischen Theorie um Max Horkheimer und Theodor W. Adorno), die sich gegen eine ihrer Meinung nach „blinde“ Übertragung naturwissenschaftlicher Erkenntnismodelle auf die Sozial- und Geisteswissenschaften gewehrt haben, intensiv in den 1960er und 1970er Jahren ausgetragen (vgl. den sogenannten Positivismusstreit).

## Empirische Spezialgebiete
- Naturwissenschaften wie Physik, Chemie, Biologie, Psychologie
- Empirische Literaturwissenschaft
- Empirische Kommunikationsforschung
- Empirische Kulturwissenschaft
- Empirische Pädagogik
- Empirische Wirtschaftswissenschaft
- Empirische Sozialforschung (siehe auch Soziologie und empirische Forschung, Beobachtung)